# HDI Assicurazioni
HDI Assicurazioni è una compagnia assicuratrice italiana, nata nel 2001 a seguito della fusione tra BNC Assicurazioni e La Mannheim AG. La società è controllata dal gruppo assicurativo Talanx AG di Hannover ed opera in oltre 150 paesi. Al 2022 risulta al 26º posto per raccolta premi del lavoro diretto italiano.

## Storia

### Le origini del gruppo
HDI Assicurazioni nasce nel 1903 ad Hannover come mutua assicuratrice specializzata nel ramo industriale (da cui l'acronimo Haftpflichtverband der Deutschen Industrie - assicurazione della responsabilità civile dell'industria tedesca).
Tra i soci costituenti dell'epoca figuravano alcuni industriali tedeschi.
Dopo alcuni decenni di crescita, nel 1996 la società decide di effettuare una riorganizzazione interna ponendo come capogruppo una finanziaria chiamata Talanx (il cui nome deriva dalla combinazione dei termini tedeschi Talent e Phalanx).
A febbraio 2006 la Talanx AG incorpora tutte le filiali operative dell'impresa Gerling mediante acquisto di azioni o quote.

### In Italia
La trasformazione da BNC Assicurazioni a HDI Assicurazioni è segnata da alcune tappe fondamentali:
Nel 1992 l'ente pubblico denominato Banca Nazionale delle Comunicazioni, costituito dalla sezione credito per le attività bancarie e previdenza per quelle assicurative, viene trasformato in due distinte e separate società per azioni. BNC Assicurazioni inizia la sua attività e cede il 100% del pacchetto azionario al gruppo Sanpaolo IMI di Torino.
Nel 1997 la HDI di Hannover acquisisce il 71,68% del pacchetto azionario della BNC Assicurazioni.
Nel 2001, dalla fusione tra BNC Assicurazioni e La Mannheim nasce HDI Assicurazioni.
Nel 2004 il Gruppo Talanx rileva la quota residua del 28,32% detenuta dal Sanpaolo IMI, diventando pertanto azionista unico.
Nel 2008 grazie alla partnership con Banca Sella nasce InChiaro Assicurazioni, società del gruppo HDI Assicurazioni, partecipata al 51% da HDI Assicurazioni e al 49% dal gruppo Banca Sella.
A luglio 2016 HDI Assicurazioni rileva il restante 49% di InChiaro Assicurazioni e il 100% di CBA Vita SpA (inclusa Sella Life LTD, ora InChiaro Life dac), di proprietà di Banca Sella.
A giugno 2017, HDI Assicurazioni acquisisce, mediante fusione per incorporazione, le società InChiaro Assicurazioni e CBA Vita SpA.
A ottobre 2020, la società comunica l'acquisizione del 100% del pacchetto azionario di Amissima Assicurazioni.
A febbraio 2022 Amissima Assicurazioni modifica la propria denominazione sociale in HDI Italia.
A maggio 2023 HDI Assicurazioni acquisisce, mediante fusione per incorporazione, la società HDI Italia SpA.

## Altre società del gruppo
In Italia, il gruppo opera mediante le seguenti società: 
- HDI Assicurazioni (capogruppo);
- HDI Immobiliare;
- InChiaro Life DAC;
- InLinea (agente in attività finanziaria);

Storicamente InLinea era un canale distributivo commerciale interno alla HDI Assicurazioni dedicato ai dipendenti e pensionati delle Ferrovie dello Stato.